# Svemirski teleskop Hubble
Svemirski teleskop Hubble (HST) projekt je nastao suradnjom NASA-e i Europske svemirske agencije. Teleskop se nalazi u orbiti oko Zemlje i snima 5 puta kvalitetnije slike svemirskih tijela i pojava, kao i mnoštvo znanstvenih informacija. Promatranja se mogu izvoditi u vidljivom, infracrvenom i ultraljubičastom dijelu spektra. Hubble je na mnoge načine izmijenio našu predodžbu o svemiru – donio je revoluciju u modernu astronomiju, i to ne samo kao vrlo dobar instrument, već i kao stalan poticaj novim istraživanjima.

## Položaj
Hubble je dugačak 11 metara, širok 4,2 metra i težak 11 tona. Smješten je na 600 km visine uz pomoć Space Shuttlea. Zemlju obilazi pod nagibom od 28,5 stupnjeva a obiđe ju za prosječno 96 minuta pri brzini od 28 000 km/h.

## Povijest
Slanje teleskopa u orbitu je bila zamišljeno puno prije lansiranja Hubbleovog teleskopa u svemir. Pa ipak, moralo se pričekati da znanost i tehnologija napreduju dovoljno da bi ljudi mogli poslati teleskop u orbitu. Gradnja je započeta 1977., godine, a odlučeno je da se teleskop nazove po Edwinu Hubbleu. Telekop je završen 1985., a nakon odgode zbog katastrofe koja se dogodila Challengeru 1986. teleskop je lansiran 1990. godine.
Nakon prvih snimaka, bilo je jasno da s Hubbleom nešto nije u redu. Slike su bile mutne i nefokusirane. Sljedećim letom shutllea kvar je popravljen - zrcalo je zamijenjeno novim. Slike koje su uslijedile bile su bolje od ijednih dotad.
Uslijedile su još misije servisiranja SM2 1997. godine i SM3 1999. godine.

## Karakteristike
Hubbleov svemirski teleskop je postavljen u kružnu orbitu oko Zemlje (za jedan krug treba mu prosječno 96 minuta) na visini od 600 km. Srce teleskopa čini 2,4 metarsko zrcalo. Težak je oko 10 tona, a veličine kao manji autobus. Energiju potrebnu za rad dobiva iz solarnih ploča dimenzija 2.6 x 7.1 metara. Dio energije se sprema u 6 nikal-vodikovih baterija koje mu daju energiju dok je u Zemljinoj sjeni. 
Ima dvije antene. Jednu za primanje naredbi sa Zemlje a drugu za slanje podataka na Zemlju.
Hubble, naravno, ima sustav za ispravljanje položaja, te precizne žiroskope koji pomažu u vrlo preciznim mjerenjima. 
Hubble može pomoću 4 instrumenta snimati u rasponu od infracrvenog pa sve do ultraljubičastog dijela spektra. Uz jednu kameru ima dva kombinirana uređaja, spektrograf kombiniran s kamerom. 
Lako se može popraviti u svemiru, bez potrebe vraćanja na Zemlju. Sastoji se od puno odvojenih modula koji se mogu lako zamijeniti i odvojiti.

## Budućnost
Teleskop Hubble je u svemiru 20 godina i poslao je oko 750.000 fotografija. Rad teleskopa je predviđen do 2014.Prema NASA-inu planu, 2013. godine Hubble će dobiti svojega nasljednika imenom James Webb.
2019.James Webb još nije lansiran, prema planovima to se očekuje oko 2021 godine. HST i dalje radi i očekuje se rok trajanja do oko 2026. Misije za održavanje HST-a su prekinute zbog prestanka letova space shuttle-ova. Jedan od žiroskopa je otkazao, tako da je njegovu ulogu preuzeo zamjenski žiroskop. U slučaju otkaza još jednog žiroskopa s teleskopom se neće moći upravljati kako treba.

## Vanjske poveznice
- http://hubblesite.org/
- Svemirski teleskop Hubble - CroEOS .net  Arhivirana inačica izvorne stranice od 4. svibnja 2006. (Wayback Machine)
- ESA/Hubble  Arhivirana inačica izvorne stranice od 21. veljače 2011. (Wayback Machine)